# Piranga gorja-rosada
La piranga gorja-rosada (Piranga roseogularis) és una espècie d'ocell tropical que habita en la península de Yucatán (Mèxic) i àrees adjacents de Guatemala i Belize. Juntament amb les altres espècies del gènere Piranga, ha estat comunament classificada dins de la família Thraupidae, encara que existeix un debat sobre la seva possible ubicació en la família Cardinalidae.
Els individus adults mesuren uns 15 cm de longitud.